# Unión Deportiva Lanzarote
La Unión Deportiva Lanzarote es un club de fútbol de España, de la ciudad de Arrecife de Lanzarote, en la provincia de Las Palmas, Canarias. Fue fundado en 1970 y actualmente juega en el Grupo XII de la Tercera Federación.

## Historia

### Inicios
La Unión Deportiva Lanzarote nace en agosto de 1970 tras el acuerdo entre el Club Deportivo Lanzarote, el Club Deportivo Torrelavega, el Club Deportivo Orientación Marítima, la Unión Deportiva Valterra, el Club Deportivo Lomo, el Club Deportivo Arrecife y el Club Deportivo Teguise, con el objetivo de crear un equipo potente que representara de forma competitiva el fútbol lanzaroteño. El nuevo club inició su andadura en la temporada 1970-71 en la liga de Segunda Regional Insular cayendo al último puesto desde la primera jornada
La campaña 1998-99 logró su primer ascenso a Segunda División B.

### Época dorada
La temporada 2003-04, de la mano de José Luis Mendilibar, realiza la mejor campaña de su historia, proclamándose campeón del Grupo IV de Segunda B, lo que le permitió disputar, sin éxito, la promoción de ascenso a la categoría de plata de la liga española por segundo año consecutivo.
Tras el ascenso a Segunda División B temporada 2000-01, con Juna A. Machín, temporada 2001-02, tiene varias participaciones destacadas en la Copa del Rey en las que elimina al C. D. Tenerife, recién subido a primera división, en un partido en el que vencieron por 5-1, en el banquillo conejero Juan A. Moya y Juan A. Machín , se perdió 1-3 con el Real Madrid entrenador David Amaral, el Real Madrid de Luís Figo y Zinedine Zidane, así como a varios clubes de Segunda División. También se enfrentó a otros clubes de la Primera División de España como el Athletic Club, el Sevilla F. C., este partido se jugó en el estadio Insular de la isla de Gran Canaria y siendo la visita del Real Madrid, este último partido el que más espectadores congregó en un encuentro de fútbol o de otra índole deportiva en la isla con más de 12 000 espectadores en la Ciudad Deportiva.[cita requerida]

### Equipo con sabor lanzaroteño
En enero de 2008 firma un acuerdo de colaboración con el Orientación Marítima para fusionarse a partir de la temporada 2008-09, pasando a formar un único club que se llamaría Unión Deportiva Lanzarote-Marítima. Esta fusión tenía como objetivo crear un club más potente para intentar el ascenso a la Segunda División. Finalmente dicha unión no se lleva a a cabo debido a inviabilidades económicas.
La temporada 2008-09 comienza con muchos problemas económicos y en el mercado de invierno muchos jugadores abandonan la disciplina del club debido a no haber garantías de cobro. El 20 de diciembre de 2008, en un partido ante la U. D. Fuerteventura, el equipo presentó un once inicial con 10 jugadores de la isla, al que se sumó además el portero Abel que salió desde el banquillo, además ganó con un contundente 4-1.
Debido a estos problemas económicos más de un 95 % de la plantilla eran jugadores lanzaroteños. En el partido frente al Mérida U. D. de la misma temporada, sólo participaron jugadores conejeros. El 3 de mayo de 2009 certificó, con un triunfo por 1-2 ante la U. D. Fuerteventura, la permanencia matemática un año más en Segunda B después de esta convulsa temporada.
El 8 de febrero de 2010 por primera vez en su historia y tras numerosas convocatorias de elecciones a la presidencia se presentan 2 candidatos a la misma; Jose Díaz Díaz y Jose Domingo Machín, habiendo este último tomado las riendas del club a inicios de temporada como presidente de la Junta Gestora. Finalmente la mañana del 13 de febrero de 2010 Jose Domingo Machín se proclamó presidente del equipo ya como parte de una Junta Directiva con casi un 86% de los votos.[cita requerida]

## Rivalidad
Presenta rivalidad con el Club Deportivo Orientación Marítima, equipo también de la capital de la isla, y con el que comparte estadio. Por otro lado existe un hermanamiento con la afición de la Real Sociedad Deportiva Alcalá en los desplazamientos de ambos equipos.

## Colores
Los colores del equipo son el rojo y el azul. Se cree que como reza el himno, el rojo es debido a los volcanes de la isla y el azul al cielo aunque también podría referirse al océano que baña Lanzarote.

## Uniforme
- Uniforme titular: Camiseta roja con banda azúl, pantalón azul y medias rojas.
- Uniforme suplente: Camiseta blanca con banda azúl, pantalón blanco y medias blancas.

## Mascota
- De la Piña: Históricamente la mascota del equipo fue De la Piña, una piña vestida con el uniforme del club. A mediados de la década de los 2000 deja de usarse esta mascota para volver en la temporada 2010-11.
- Sarotín: Para la temporada 2009-2010 se crea una nueva mascota: Sarotín, se trata de un conejo (con cierto parecido a Bugs Bunny), vestido con los colores del club. La elección de un conejo viene por el topónimo coloquial de conejeros a los habitantes de lanzarote.

## Estadio
La Ciudad Deportiva de Lanzarote, antiguo Avendaño Porrúa, fundado en 1968 y con capacidad para 7000 personas, el cual comparte con el Orientación Marítima.
Césped: artificial de última generación, homologado por la FIFA.
Dimensiones: 100 x 65 metros.

## Datos del club

### Trayectoria
- Temporadas en Segunda División B: 10
  - Mejor puesto: 1.º en la temporada 2003-04
  - Peor puesto: 20.º en la temporada 2009-10
- Temporadas en Tercera División: 30
  - Mejor puesto: 1.º en las temporadas 2000-01 y 2010-11
  - Peor puesto: 21.º en la temporada 1988-89
- Temporadas en Preferente: 6
  - Mejor puesto: 1.º en la temporada 1994-95
  - Peor puesto: 6.º en la temporada 1978-79
- Temporadas en Primera Regional: 6
  - Mejor puesto: 1.º en la temporada 1977-78
  - Peor puesto: 10.º en la temporada 1976-77
- Temporadas en Segunda Regional: 3
  - Mejor puesto: 1.º en las temporadas 1970-71 y 1971-72

### Registro de temporadas
| Temporada | División       | Pos. | Copa del Rey  |
| --------- | -------------- | ---- | ------------- |
| 1970-71   | 2.ª Regional   | 1.º  |               |
| 1971-72   | 2.ª Regional   | 1.º  |               |
| 1972-73   | 1.ª Regional   | 6.º  |               |
| 1973-74   | 1.ª Regional   | 6.º  |               |
| 1974-75   | 1.ª Regional   | 3.º  |               |
| 1975-76   | 1.ª Regional   | 7.º  |               |
| 1976-77   | 1.ª Regional   | 10.º |               |
| 1977-78   | 1.ª Regional   | 1.º  |               |
| 1978-79   | Preferente     | 6.º  |               |
| 1979-80   | Preferente     | 4.º  |               |
| 1980-81   | 3.ª División   | 5.º  |               |
| 1981-82   | 3.ª División   | 10.º | Segunda ronda |
| 1982-83   | 3.ª División   | 9.º  |               |
| 1983-84   | 3.ª División   | 11.º |               |
| 1984-85   | 3.ª División   | 13.º |               |
| 1985-86   | 3.ª División   | 6.º  |               |
| 1986-87   | 3.ª División   | 9.º  | Primera ronda |
| 1987-88   | 3.ª División   | 8.º  |               |
| 1988-89   | 3.ª División   | 21.º |               |
| 1989-90   | Preferente     | 2.º  |               |
| 1990-91   | Preferente     | 3.º  |               |
| 1991-92   | Preferente     | 3.º  |               |
| 1992-93   | 3.ª División   | 16.º |               |
| 1993-94   | 3.ª División   | 18.º |               |
| 1994-95   | Preferente     | 1.º  |               |
| 1995-96   | 3.ª División   | 13.º |               |
| 1996-97   | 3.ª División   | 8.º  |               |
| 1997-98   | 3.ª División   | 3.º  |               |
| 1998-99   | 3.ª División   | 3.º  |               |
| 1999-00   | 2.ª División B | 17.º | Ronda previa  |

| Temporada | División          | Pos. | Copa del Rey     |
| --------- | ----------------- | ---- | ---------------- |
| 2000-01   | 3.ª División      | 1.º  |                  |
| 2001-02   | 2.ª División B    | 8.º  | Dieciseisavos    |
| 2002-03   | 2.ª División B    | 3.º  | Treintaidosavos  |
| 2003-04   | 2.ª División B    | 1.º  | Dieciseisavos    |
| 2004-05   | 2.ª División B    | 13.º | Octavos de final |
| 2005-06   | 2.ª División B    | 11.º |                  |
| 2006-07   | 2.ª División B    | 12.º |                  |
| 2007-08   | 2.ª División B    | 13.º |                  |
| 2008-09   | 2.ª División B    | 14.º |                  |
| 2009-10   | 2.ª División B    | 20.º |                  |
| 2010-11   | 3.ª División      | 1.º  |                  |
| 2011-12   | 3.ª División      | 5.º  | Segunda ronda    |
| 2012-13   | 3.ª División      | 14.º |                  |
| 2013-14   | 3.ª División      | 11.º |                  |
| 2014-15   | 3.ª División      | 2.º  |                  |
| 2015-16   | 3.ª División      | 2.º  |                  |
| 2016-17   | 3.ª División      | 12.º |                  |
| 2017-18   | 3.ª División      | 4.º  |                  |
| 2018-19   | 3.ª División      | 5.º  |                  |
| 2019-20   | 3.ª División      | 6.º  |                  |
| 2020-21   | 3.ª División      | 17.º |                  |
| 2021-22   | 3.ª División RFEF | 11.º |                  |
| 2022-23   | 3.ª Federación    | 2.º  |                  |
| 2023-24   | 3.ª Federación    | 2.º  |                  |
| 2024-25   | 3.ª Federación    | 5.º  | Primera ronda    |

## Jugadores

### Distinciones individuales

#### Máximos goleadores
- Jonathan Torres: Máximo goleador liga de 2.ª B grupo III con 16 goles en la temporada 2001-02.
- Gonzalo Di Renzo: Máximo goleador liga Tercera Federación grupo XII con 18 goles en la temporada 2022-23.

## Entrenadores

### Cronología de entrenadores
| Periodo   | Entrenador                 |
| --------- | -------------------------- |
| 1970-1971 | Román Cabrera              |
| 1970-1971 | Antonio Collar             |
| 1971-1972 | Daniel Ganado              |
| 1971-1972 | Miguel Cabrera             |
| 1972-1973 | Román Cabrera              |
| 1973-1974 | Pedro Martínez             |
| 1974-1976 | Olimpio Romero             |
| 1976-1977 | José Antonio Pérez Marrero |
| 1977-1979 | Román Cabrera              |
| 1979-1980 | Carlos Quintana            |
| 1980-1981 | Álvaro Pérez               |
| 1981-1982 | Jozsef Toth                |
| 1982-1984 | Emilio Bonilla             |
| 1983-1984 | Román Cabrera              |
| 1984-1987 | Quico Oubiña               |
| 1987-1988 | Olimpio Romero             |
| 1988-1989 | Román Cabrera              |
| 1988-1989 | Manuel Cedrés              |
| 1988-1989 | Ernesto Cedrés             |
| 1988-1991 | Carlos Quintana            |
| 1991-1993 | Quico Oubiña               |
| 1992-1993 | Carlos Quintana            |
| 1993-1995 | Benito Morales             |
| 1995-1996 | Paco Causanilles           |
| 1995-1996 | Jorge Lemes                |
| 1996-1997 | José Manuel Aparicio       |
| 1997-2000 | Juan Manuel Rodríguez      |
| 2000-2001 | Juan Antonio Machín        |
| 2001-2002 | Juan A. Machín             |
| 2001-2002 | Juan A. Moya               |
| 2001-2002 | David Amaral               |
| 2002-2004 | José Luis Mendilibar       |
| 2004-2005 | José Antonio Fernández     |
| 2005-2006 | Adolfo Pérez               |
| 2005-2006 | Álvaro Pérez               |
| 2006-2008 | Paco Gutiérrez             |
| 2008-2009 | Luis Rueda                 |
| 2009-2010 | Carmelo Hernández          |
| 2010-2011 | Quico de Diego             |
| 2011-2012 | Fabián Rivero              |
| 2012-2017 | Adolfo Pérez               |
| 2017-2019 | Máxi Barrera               |
| 2019-2020 | Jero Santana               |
| 2020-2021 | Josu Uribe                 |
| 2021-2023 | Mateo García               |
| 2023      | Leonel Gancedo             |
| 2024      | Nazareno Brindisi          |
| 2025      | Juan Carlos Socorro        |

## Presidentes
La Unión Deportiva Lanzarote ha tenido 17 cambios de presidente. Entre esos 17, varios de ellos han dirigido al equipo en una segunda época. 15 personas diferentes han ocupado el cargo de presidente en la historia del club. José Domingo Machín, en dos etapas diferentes, es el que más tiempo estuvo en el puesto, desde 1989 hasta 1998 y desde 2009 hasta 2018.

### Cronología de presidentes
| Periodo   | Presidente                     |
| --------- | ------------------------------ |
| 1970-1973 | Ginés Ramírez Cerdá            |
| 1973-1974 | Manuel Perdomo Hernández       |
| 1974-1976 | Bernardo Morales Méndez        |
| 1976-1979 | José Vicente Ferrán Olmo       |
| 1979-1980 | Vicente Guerra Rodríguez       |
| 1980-1982 | Manuel Barreto González        |
| 1982-1983 | Marcelino Miranda              |
| 1983-1986 | Manuel Francisco Marín         |
| 1986-1988 | Carlos Henríquez de Castañondo |
| 1988-1989 | Manuel Francisco Marín         |
| 1989-1990 | Martín Martín Martín           |
| 1989-1998 | José Domingo Machín            |
| 1998-2001 | Andrónico Pérez                |
| 2001-2005 | Estanislao García              |
| 2005-2009 | Victoriano Elvira              |
| 2009-2018 | José Domingo Machín            |
| 2018-2019 | Paulino Guedes                 |
| 2019      | Claudio Doreste                |
| 2020-act. | Juan Carlos Albuixech          |

## Palmarés

### Campeonatos nacionales
- Campeón de Segunda división B (1): 2003-04 (Gr. IV).
- Campeón de Tercera División (2): 2000-01 (Gr. XII) y 2010-11 (Gr. XII).
  -  Subcampeón de Tercera División (1): 2014-15 (Gr. XII).

### Campeonatos regionales
- Campeón de Regional Preferente (1): 1994-95.
  -  Subcampeón de Regional Preferente (1): 1989-90.
- Campeón de Primera División Regional (1): 1977-78.
- Campeón de Segunda División Regional (2): 1970-71 y 1971-72.

### Torneos amistosos
- Torneo de San Ginés (11): 1972, 1973, 1977, 1984, 1991, 2004, 2012, 2013, 2014, 2016 y 2023.